# Lee Won-young
Lee Won-young (kor. 이원영; * 13. März 1981) ist ein südkoreanischer Fußballspieler.

## Karriere
Das Fußballspielen erlernte Lee Won-young in der Boin High School. Seine Profikarriere begann 2000 er beim südkoreanischen Verein Pohang Steelers in Pohang.  Der Verein spielte in der ersten Liga des Landes, der K League 1. Von 2002 bis 2003 spielte er beim Police FC. Zu den Spielern des Vereins zählen südkoreanische Profifußballer, die ihren zweijährigen Militärdienst ableisten. Nach dem Militärdienst kehrte er zu den Steelers zurück. Ende 2006 verließ er den Verein und schloss sich dem Ligakonkurrenten Jeonbuk Hyundai Motors aus Jeonju an. Nach einem Jahr verließ er den Verein und unterschrieb einen Vertrag bei dem ebenfalls in der ersten Liga spielenden Jeju United. Auch hier spielte er nur ein Jahr. Im Jahr 2009 ging er nach Busan und spielte drei Jahre bei Busan IPark. Nach dem Wettskandal verließ er Südkorea und spielte zwei Jahre in Saudi-Arabien für Al-Ittifaq. Nachdem ihm keine Manipulation im Wettskandal nachgewiesen werden konnte, kehrte er 2013 für zwei Jahre zu seinem letzten südkoreanischen Verein Busan IPark zurück. 2015 zog es ihn für ein Jahr nach Thailand, wo er für den Zweitligisten Pattaya United spielte. Mit dem Verein aus Pattaya schaffte er den Aufstieg in die Thai Premier League. Nach dem Aufstieg kehrte er wieder zu Busan IPark zurück. Hier spielte er wiederum ein Jahr um 2017 wieder nach Thailand zu Pattaya United als Kapitän zurückzukehren. Nach zwei Jahren in Pattaya unterschrieb der Publikumsliebling für 2019 einen Vertrag beim thailändischen Zweitligisten Samut Sakhon FC. Für den Klub aus Samut Sakhon absolvierte er 25 Spiele. Nach Saisonende wurde sein Vertrag nicht verlängert. Seit Anfang 2020 ist er vertrags- und vereinslos.

## Erfolge
Pattaya United
- Thai Premier League Division 1: 2015 – 2. Platz  ▲

## Privates
2013 wurde sein Name von Lee Jung-ho in Lee Won-young geändert.